# Oerstedia similiformis
Oerstedia similiformis är en djurart som tillhör fylumet slemmaskar, och som först beskrevs av Friedrich 1935. Enligt Catalogue of Life ingår Oerstedia similiformis i släktet Oerstedia och familjen Oerstediidae, men enligt Dyntaxa är tillhörigheten istället släktet Oerstedia, och ordningen Hoplonemertea. Det är osäkert om arten förekommer i Sverige. Inga underarter finns listade i Catalogue of Life.